# Schloss Aichberg (Oberösterreich)

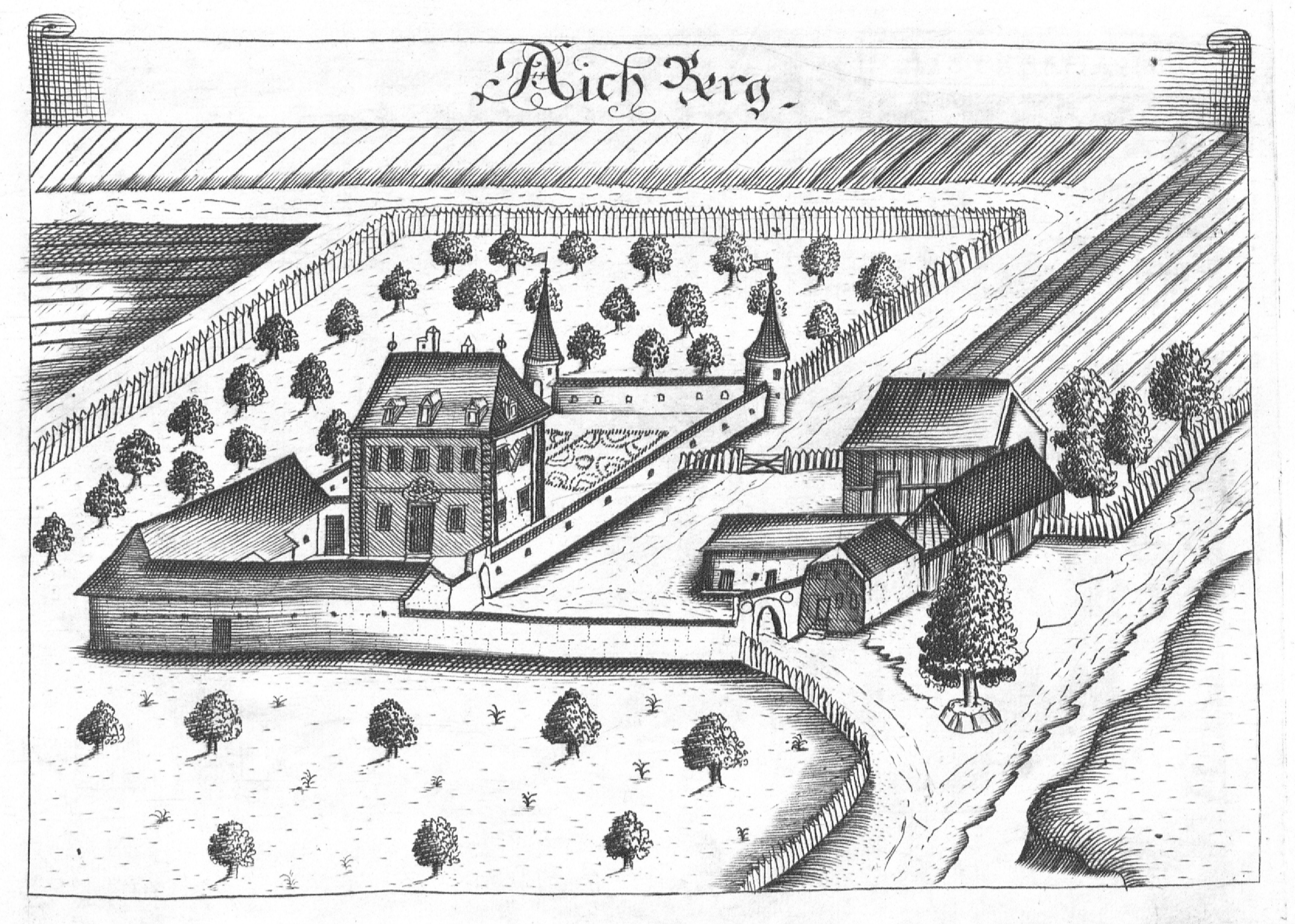
Schloss Aichberg um 1674, Stich von Georg Matthäus Vischer

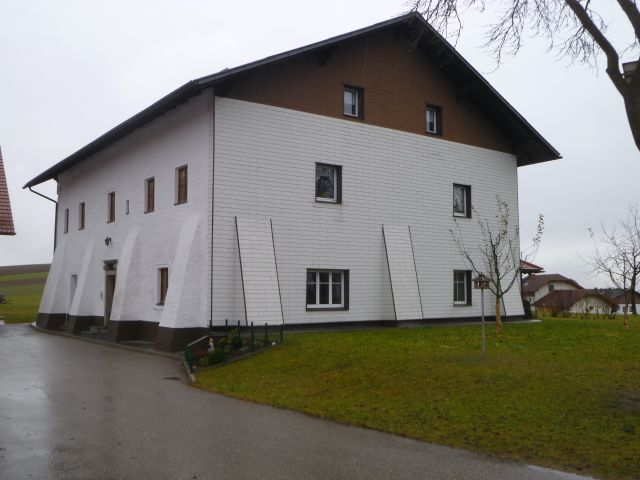
Schloss Aichberg: heute Schlossbauer

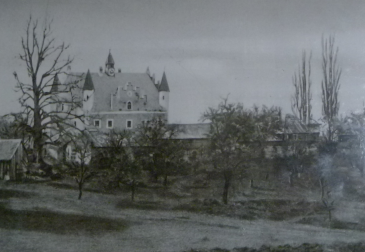
Schloss Aichberg: historisches Foto von 1900

Das Schloss Aichberg ist ein ehemaliges Schloss in der Ortschaft Aichberg, Gemeinde Waldkirchen am Wesen in Oberösterreich. Das Schloss ist, seit der Hauptturm im Jahre 1940 abgetragen wurde, kaum noch als solches erkennbar, und dient jetzt als Bauernhof (Schlossbauer).

## Geschichte
Aichberg wird erstmals im Jahr 1140 urkundlich genannt, sein Erbauer und damaliger Besitzer war der den Herren von Wesen dienstbare Ritter Heinrich von Aichberg. Nach dem Aussterben der Herren von Weser vermachte deren Nachfolger Hadmar von Waldeck die Burg Wesen mit allen dienstbaren Leuten dem Bistum Passau. Dadurch wurde Ulrich von Aichberg, zuerst unfreier Dienstmann der Wesener, 1325 Passauer Ministeriale. Die benachbarten Oeder, ebenfalls Ministeriale des Passauer Bischofs, konnten 1446 in den Besitz des Schlosses Aichberg gelangen. Die Aichberger starben 1455 aus. Von 1572 bis 1844 ist das Schloss im Besitz der Grafen Salburg, die bis zum heutigen Tag im Besitz des nahegelegenen, jenseits der Donau befindlichen Schlosses Altenhof sind.
Die Salburger blieben bis 1814 im Besitz von Aichberg und bauten die frühere Wasserburg zu einem Schloss um. Maria Angelika Gräfin Salburg, die den Grafen Ludwig von Sprinzenstein geehelicht hatte, erhielt den Besitz als Hochzeitsgut. Nach dem Tode ihres Gemahls verkaufte sie 1844 Aichberg an den Grafen Albert von Saint Julien. Dieser verkaufte 1848, als die Gutsuntertänigkeit aufgehoben und der Ertrag aus dem Anwesen wesentlich reduziert war, an einen Josef Reischauer. Danach erfolgte ein rascher Besitzerwechsel, u. a. der Unternehmer Leopold Ichzenthaler, Vater des österreichischen Landespolitikers Ludwig Ichzenthaler und Schwiegervater des österreichischen Postorganisators Gustav Riederer von Dachsberg (1830–1907). In den zwanziger Jahren des 20. Jahrhunderts ließ der Gastwirt Fischer das inzwischen fast bis zur Ruine heruntergekommene Schloss ohne Rücksicht auf den historischen Bestand renovieren. Heute ist der Besitz ein stattlicher Bauernhof (Schlossbauer) im Besitz der Familie Wildauer.

## Schloss Aichberg heute
Das Schloss Aichberg bildete eine geschlossene Einheit mit diversen Nebengebäuden wie beispielsweise die Schlosstaverne. Die heute noch erkennbaren Stützmauern des Schlosses sind stark gebaut. Vier Mauern sind an der Längs- und drei an der Schmalseite positioniert. Sie sollten damals das Abrutschen des Gebäudes in den umgebenden Wassergraben verhindern und belegen die frühere Funktion des Edelsitzes Aichberg als Wasserschloss. Während die früher ungleich hohen und z. T. schießschartenähnlichen Schlossfenster heute sichtbar auf eine einheitliche Größe gebracht worden, sind dagegen die noch auf einer Aufnahme um 1900 erkennbaren Ecktürme des Schlosses verschwunden. Das granitene Eingangsportal des Schlosses erinnert noch an frühere Zeiten.
Die etwas abseits gelegene Hoftaverne ist auch heute noch ein Gasthaus (nun mit angebautem Feuerwehrhaus). Das Gebäude hat noch das ursprünglich spitzgiebelige Dach, wie es früher auch auf dem Schloss war, und die starken Stützpfeiler, die wegen des heute fehlenden Wassergrabens nicht von selbst verständlich sind.

## Bildergalerie

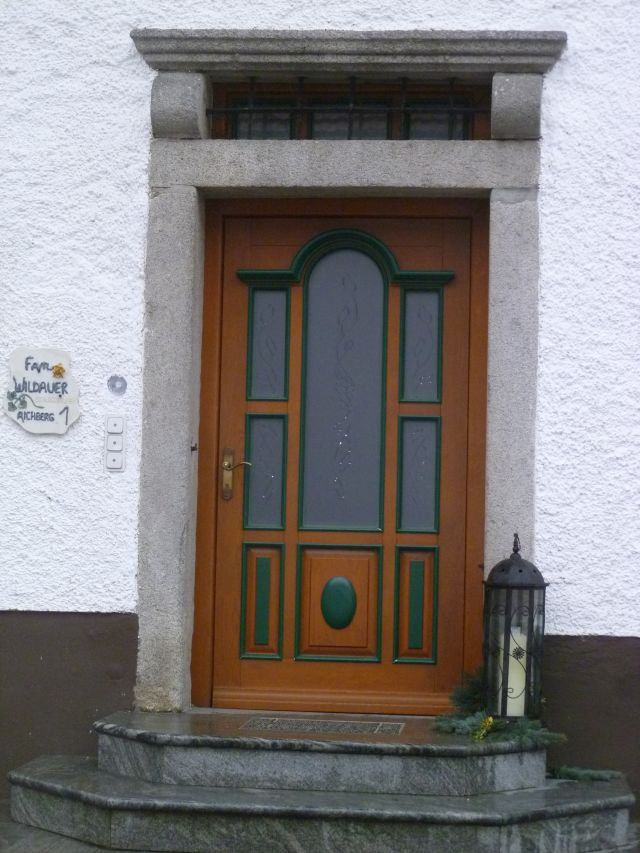
Schloss Aichberg: Eingangsportal
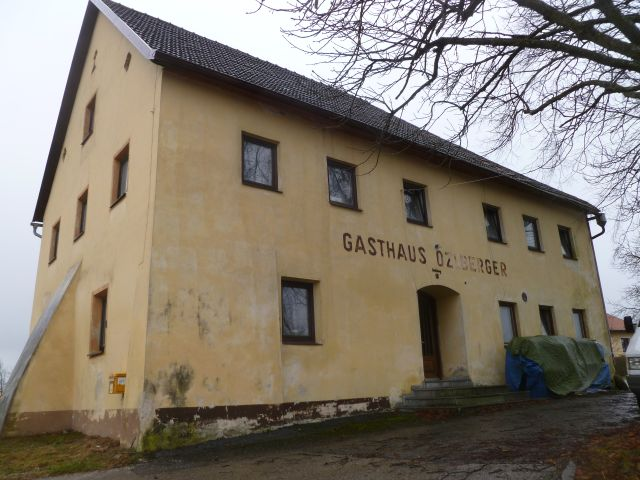
Schloss Aichberg: Schlosstaverne
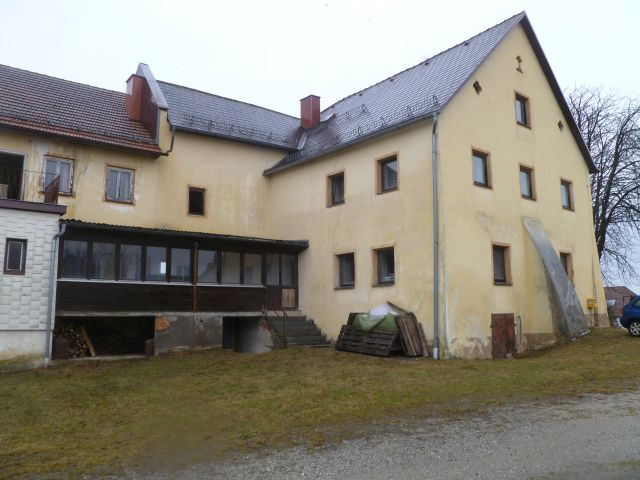
Schloss Aichberg: Schlosstaverne